# 吉泽检校
吉泽检校（吉沢検校、よしざわ・けんぎょう) （1800年—1872年)是日本近代著名的盲人音乐家。
在地歌三味线、日本筝曲、胡弓、平家琵琶等乐器的演奏，作曲方面均有很大成就。